# Alfred Tarski
Alfred Tarski -originalmente Alfred Teitelbaum- (14 de enero de 1901—26 de octubre de 1983) fue un lógico, matemático y filósofo polaco. 
Nació el 14 de enero de 1901 en la ciudad de Varsovia, Polonia, y murió el 26 de octubre de 1983 en Berkeley, Estados Unidos.
De origen judío acomodado, adoptó su apellido definitivo al convertirse en 1923 al catolicismo. Formó parte de la importante escuela polaca de lógica y filosofía hasta 1939, en que se estableció en Estados Unidos de América; la emigración le salvó de la suerte de la mayor parte de su familia, que pereció bajo la ocupación nazi de Polonia. Desde Estados Unidos, donde viviría y enseñaría hasta su muerte, influyó en toda la investigación lógica posterior a la Segunda Guerra Mundial. Hizo aportaciones destacadas en teoría de conjuntos, lógica polivalente, interpretabilidad, niveles de lenguaje y metalenguaje y conceptos semánticos. Fue el autor de Introducción a la lógica y a la metodología de las ciencias deductivas en el año 1941 y La concepción semántica de la verdad y los fundamentos de la semántica en 1944.

## Matemáticas
En 1924, Tarski y Stefan Banach demostraron que, si se acepta el axioma de elección, una bola puede dividirse en un número finito de piezas y recomponerse en dos bolas con el mismo tamaño que la original, o bien en una de mayor tamaño. Este resultado se conoce como paradoja de Banach-Tarski.
Tarski formuló una teoría de los números reales que es decidible. El interés de este resultado estriba en que la teoría de la adición y la multiplicación para números naturales, según demostraron Church y Gödel, no es decidible; por tanto, en la teoría completa de los números reales no puede establecerse si un número real es natural —esto sería contradictorio con los resultados de Gödel y Church—. Tarski formuló además una versión concisa de la geometría euclídea del plano que es decidible si lo es su teoría de los números reales. En su obra de 1953 Teorías indecidibles, escrita con Mostowski y Robinson, mostró que muchas teorías matemáticas, como la teoría de retículos, la geometría proyectiva abstracta y la teoría de grupos no conmutativos, no son decidibles.
En los años 40 Tarski comenzó a desarrollar junto a sus discípulos el álgebra relacional, en la que pueden expresarse tanto la teoría axiomática de conjuntos como la aritmética de Peano. También desarrolló junto a sus discípulos las álgebras cilíndricas, que son a la lógica de primer orden lo que el álgebra booleana a la lógica proposicional.

## Lógica y teoría de modelos
Junto con Aristóteles, Gottlob Frege y Kurt Gödel, Tarski es considerado uno de los lógicos más grandes de todos los tiempos. De los cuatro, Tarski es uno de los mejores matemáticos, el más prolífico y el que desarrolló una actividad educativa más intensa. Entre sus muchos y relevantes discípulos se cuenta Julia Robinson. En 1941 publicó en inglés uno de los manuales de lógica más acreditados, Introduction to Logic and to the Methodology of Deductive Sciences. 
Tarski contribuyó a la madurez de la lógica estándar —de primer orden— fundando una metodología conjuntista de las teorías deductivas sobre dos bases:
- la noción de teoría como conjunto de proposiciones cerrado bajo una noción de derivación mediante aplicación de reglas, y
- el desarrollo de una semántica basada en las nociones de satisfacción, verdad y consecuencia lógica.

Sus métodos semánticos —que culminaron en la teoría de modelos desarrollada en los años 50 y 60 junto a sus discípulos de Berkeley— transformaron radicalmente la metamatemática, consolidándola como ciencia estricta. La idea principal es reemplazar los símbolos de una cierta teoría por expresiones de otra teoría de forma que los axiomas de la primera se traduzcan en teoremas de la otra. La teoría de modelos estudia las propiedades que se heredan de unas teorías a otras a lo largo de estas traducciones, y compara los alcances respectivos de teorías diversas.
Suya es una de las primeras demostraciones del teorema de la deducción, con importantes aplicaciones tanto en lógica matemática como en metalógica.

### Consecuencia lógica
El primer acercamiento de Tarski a la noción de consecuencia lógica fue axiomático: la noción quedaría definida por axiomas referidos a la derivación en un cálculo lógico. Sin embargo, argumentos propios y basados en los teoremas de incompletitud de Gödel condujeron a Tarski a admitir que este enfoque no daba cuenta de todos los casos intuitivos de consecuencia lógica —así, generalizaciones sobre números naturales: en los cálculos conocidos puede derivarse para cada número la oración que afirma que satisface una propiedad, pero no la oración que afirma que todos los números la satisfacen. 
Como alternativa, en su artículo de 1936 "On the concept of logical consecuence" defendió que la conclusión de un argumento se sigue lógicamente de sus premisas si y solo si cada interpretación de las expresiones no lógicas que hace verdaderas a las premisas hace verdadera a la conclusión; por tanto, la explicación de la consecuencia lógica depende de la teoría semántica de la verdad. 
Para que la definición se aplique a todos los casos basta con admitir como constantes lógicas, según Tarski, las siguientes: el cuantificador universal de primer orden, el condicional, la negación, los paréntesis y la identidad. Aun así, se considera que Tarski no dio ningún criterio suficiente para distinguir las constantes lógicas de las no lógicas. El problema le ocupó durante toda su vida académica; al final de ésta propuso, junto a Steven Givant, una definición en dos partes:
- una noción lógica es un elemento lingüístico invariante bajo toda permutación del universo del discurso sobre sí mismo.
- una constante lógica denota una noción lógica en todo universo del discurso y por tanto en toda interpretación.

## Teoría semántica de la verdad
En 1933 Tarski publicó en polaco un artículo sobre su definición matemática de la verdad para lenguajes formales. La influyente traducción al alemán se editó en 1936 bajo el título Der Wahrheitsbegriff in den Sprachen der deduktiven Disziplinen ("El concepto de verdad en los lenguajes de las disciplinas deductivas"), y en 1956 se dio a conocer la versión inglesa como un capítulo de la antología Logic, Semantics, Metamathematics (1956). Este trabajo supone un hito para la filosofía del siglo XX. Ha tenido gran difusión una presentación no técnica, El concepto semántico de verdad y los fundamentos de la semántica, publicada en 1944.
Desde un enfoque formalista de las matemáticas, el concepto de verdad parece superfluo: lo único que cuenta es la aplicación de las reglas de manipulación de signos, de derivación de unas fórmulas a partir de otras. Más en general, podría decirse que es ocioso preocuparse por lo que tradicionalmente se ha llamado "verdad" —Adaequatio intellectus et rei ("Correspondencia entre el intelecto y la realidad")—: la ciencia ofrece procedimientos para demostrar o comprobar enunciados, y decir 'verdadero' sería una forma arcaica o redundante de decir 'demostrado' o 'probado'. 
Pero las limitaciones de los formalismos, que Tarski contribuyó a descubrir en los años 30 —junto a Gödel, Alonzo Church y otros—, mostraban que para avanzar en matemáticas era necesario interpretar (en un modelo) los símbolos del lenguaje de los cálculos lógicos —por ejemplo, para obtener demostraciones de consistencia de un sistema formal relativas a otro, una vez que se demostró que la demostración absoluta es imposible—. Esto suponía recuperar el concepto de verdad para las oraciones, en el sentido clásico de "correspondencia" de las oraciones con sus referentes. 
Aunque el sentido clásico debía ser recuperado, la expresión clásica era, según Tarski, defectuosa: el término "correspondencia" era como mucho una metáfora. Más precisa le resultaba, sin ser completamente adecuada, la concepción de Aristóteles:

Decir de lo que no es que es, o de lo que es que no es, es falso, y decir de lo que es que es, o de lo que no es que no es, es verdadero.
 Aristóteles, Metafísica

.
Por otro lado, Tarski mostró cómo la preservación de ese concepto clásico requería no definirlo para cualquier lenguaje —o para un lenguaje ‘genuino’ al que serían traducibles todos los demás—, sino para lenguajes formales (de fórmulas) interpretables en dominios restringidos: si la concepción clásica se aplica a lenguajes que se refieren ilimitadamente a sí mismos —por ejemplo, la lengua nativa del teórico o de su lector humano— se hace posible caer en contradicciones como la paradoja del mentiroso.
Puede decirse que Tarski mostró cómo la concepción clásica sirve para avanzar desde los formalismos, y cómo los formalismos sirven para avanzar desde la concepción clásica, haciéndola más precisa y científica.

En la actualidad los únicos lenguajes que tienen una estructura especificada son los lenguajes formalizados de los distintos sistemas de la lógica deductiva, enriquecidos tal vez gracias a la introducción de ciertos términos no lógicos. Sin embargo, el campo de aplicación de estos lenguajes es bastante extenso; teóricamente, podemos desarrollar con ellos varias ramas de la ciencia, por ejemplo, las matemáticas y la física teórica. El problema de la definición de la verdad cobra un significado esencial y se puede solucionar de forma rigurosa solo para aquellos lenguajes que tengan una estructura exactamente especificada.
 Tarski, La concepción semántica de la verdad y los fundamentos de la semántica, 1944

### Requisitos de una definición de verdad
La aplicación no paradójica del concepto de verdad depende de la distinción, tomada de la escuela de David Hilbert, entre lenguaje objeto —para el que se define un concepto de verdad— y metalenguaje —en el que se define ese concepto de verdad y que abarca o representa al lenguaje objeto—. En lo que sigue, las expresiones entre comillas son
nombres del metalenguaje para las oraciones del lenguaje objeto, y las expresiones de que forma parte el entrecomillado son expresiones del metalenguaje.

#### Adecuación material
La condición de adecuación material de Tarski supone que toda teoría lograda de la verdad implica, para cada oración P del lenguaje objeto X para el que se define la verdad, que
1. “P” es verdadera si y solo si P.
A este requisito se le denomina ‘convención T’ (o V, según la traducción). Así, tomando el ejemplo que Tarski hizo famoso, para la oración “La nieve es blanca” una hipotética teoría de la verdad para el castellano debe implicar que:
1’. “La nieve es blanca” es verdadera si y solo si la nieve es blanca.
No es una implicación tan trivial como puede parecer:  el enunciado a la izquierda de “si y solo si” trata sobre la expresión “La nieve es blanca” mientras que el enunciado a la derecha trata sobre la nieve. En todo caso, el enunciado de la izquierda y el enunciado de la derecha son equivalentes según la concepción aristotélica que Tarski busca precisar, y por tanto las implicaciones son un requisito de adecuación material de la definición. 
La apariencia de trivialidad es menos obvia si  tomamos como lenguaje objeto el inglés y como metalenguaje una versión del castellano que incluye el inglés.
1’’. “The snow is white” es verdadera en inglés si y solo si the snow is white.
Esto último da la pauta al hablante castellano  -con una teoría de lo verdadero en inglés- para saber si lo que ha dicho cierto inglés -"The snow is white"- es verdadero: acudir a su diccionario inglés-castellano y comprobar si el resultado de traducir 'the', 'snow', 'is', 'white', por este orden, da lugar a una verdad castellana.
1’ y 1’’  no son más que ilustraciones usando lenguas naturales –el inglés y el castellano con teoría-, que son las que abren paso a las paradojas. Tarski no creía posible que se pudiesen formular teorías de la verdad materialmente adecuadas para las lenguas naturales, ni siquiera creía que el intento tuviera sentido;lo que propuso
son teorías de la verdad para lenguajes formales (de fórmulas), en las que la verdad de las oraciones complejas era función de la verdad de oraciones elementales –para las que se define una interpretación en el metalenguaje-. La concepción de Tarski es una "concepción semántica" porque la verdad es en ella función de los referentes asignados a los componentes elementales del lenguaje objeto.
Hay que señalar que no se puede considerar una definición de la verdad ni 1 ni los resultados de sustituir las variables de 1 por oraciones y sus nombres; estos serían a lo sumo definiciones parciales –para una oración particular- de la verdad. Una definición general será  una conjunción lógica de todas estas definiciones parciales. 
No cabe una definición general mediante la cuantificación universal de la convención T: en 'Para todo P, "P" es verdadero si y solo si P', el alcance de la cuantificación llega a la oración, pero no a su nombre, y las interpretaciones de P no pueden dar lugar a las equivalencias buscadas y solo a ellas.
Esto no impide que una teoría semántica de la verdad se pueda aplicar a conjuntos infinitos de oraciones -como cuando se dice "Todos los teoremas de T son verdaderos" o "Todo lo que dice Tarski es verdad"-. Si el predicado "verdadero" se define como una redundancia trivial y se elimina de las últimas oraciones citadas, el resultado no equivale a una oración. Por su parte, la satisfacción de la convención T en una definición de la verdad permite, dado cualquier dicho de Tarski citado como verdadero, establecer su equivalente en el lenguaje en que se interpretan los dichos de Tarski -y así en cualquier caso en que sea posible una definición adecuada materialmente y formalmente correcta-. 
El entrecomillado no es la única forma de construir nombres de las oraciones del lenguaje objeto. También cabe el deletreo, la numeración de Gödel, la expresión en bits... Los recursos para nombrar cada oración del lenguaje objeto determinan la fuerza del metalenguaje.

#### Corrección formal
La posibilidad de las antinomias conlleva que una definición debe cumplir, también, los siguientes requisitos de corrección formal: 
- Los nombres de las expresiones del lenguaje objeto X no pueden formar parte del lenguaje objeto —el castellano como lenguaje objeto puede tratar sobre la nieve, pero no sobre la oración "La nieve es blanca"; esto es tema del metacastellano—.

- La expresión del metalenguaje  ‘es verdadero en el lenguaje X’ -u otros conceptos semánticos metalingüísticos- no pueden formar parte del lenguaje X para el que se define el concepto de verdad. Junto al anterior, este requisito establece que un lenguaje no puede ser su propio metalenguaje.

- Los conceptos semánticos no deben ser conceptos indefinidos de la teoría de la verdad para X -han de ser conceptos definidos en términos de otros de la teoría; "... es verdadero" debe definirse en términos no semánticos mientras sea posible-.

si se cumple este postulado, la definición de la verdad, o de cualquier otro concepto semántico, cumplirá con la función que de forma intuitiva esperamos de cualquier definición; esto es, explicará el significado del término que se esté definiendo haciendo uso de términos cuyo significado sea completamente claro y unívoco. Y además tendremos entonces una garantía de que la utilización de conceptos semánticos no nos hará caer en contradicciones.
Tarski, La concepción semántica de la verdad y los fundamentos de la semántica, 1944.

Satisfacer estas condiciones permite evitar la paradoja del mentiroso, y otras de más relevancia lógica y matemática -como la paradoja de Grelling-Nelson y la paradoja de Richard, relacionadas con otros conceptos semánticos, como "definición" y "designación"-: las expresiones paradójicas nunca se formarán bajo estas condiciones. Pero entonces debe renunciarse a una teoría de la verdad que sea válida para cualquier lenguaje. Por ejemplo, una definición de verdad para el lenguaje de cierta teoría de conjuntos no valdrá para el lenguaje de una teoría sobre esa teoría -sobre conjuntos de conjuntos-. 
Visto de otra forma, en el marco de la 'trivial' concepción de Tarski:
- cualquier teoría formalizada no semántica T presupone un lenguaje más rico que aquel en el que está formulada la teoría; o bien

- el lenguaje de cualquier teoría formalizada no semántica T debe ser más débil que aquel en que pueden definirse las condiciones de verdad para dicha teoría.

Por ejemplo, si T trata de ciertos individuos, T presupone un lenguaje más rico, en el que pueden formularse, para cada teorema t de T, las oraciones equivalentes '"t" es verdadero'. Ese "verdadero" estará definido en términos de conceptos de una teoría más fuerte que T —por ejemplo, que trata no solo sobre individuos, sino sobre clases de individuos—, y por tanto con un lenguaje más rico. Si la teoría de la verdad no fuera más fuerte, se violarían los requisitos básicos —'verdadero' se podría definir en el lenguaje de T—. 
Ahora bien, no presupone cualquier lenguaje más rico, sino uno que permita la satisfacción de la condición T —dados dos conceptos de verdadero en X, verdadero-1 en X y verdadero-2 en X, una oración de X es verdadera-1 si y solo si es verdadera-2; de lo contrario, uno de los conceptos no es adecuado—. La condición de adecuación material proscribe la opción entre teorías de la verdad no equivalentes; toda alternativa debe asignar la misma extensión de lenguaje objeto al concepto 'verdadero'.
Una alternativa a estos requisitos sería, según Tarski, definir la verdad en un lenguaje de aplicación universal pero no regido por las "leyes habituales" de la lógica; por otro lado, la definición dada por Tarski satisfaciendo estos requisitos permite deducir "leyes habituales" de la lógica, como el principio de no contradicción y el principio del tercero excluido, y a partir de ahí los conceptos de completitud, consistencia y otros propios de la metamatemática y la teoría de modelos —que permiten clasificar las teorías no semánticas y cada sistema formal relacionado—. Dado que en la mayor parte de las teorías formalizadas T puede definirse el predicado "demostrable en T" y que puede demostrarse que todas las oraciones demostrables son verdaderas, existen oraciones verdaderas que no son demostrables —pues "verdadero en T" se define en una lógica más potente que la de T—.

### Esbozo de la definición de verdad de Tarski
La definición de "verdadero" de Tarski toma como concepto no definido el de "satisfacción"; dado que "satisfacción" es un concepto semántico, la completa corrección formal exige una teoría semántica más amplia. Esta definición se aplica a todos los lenguajes formalizados conocidos en la época de su formulación –como los de lógica de primer orden-.
Las oraciones abiertas –o funciones proposicionales simples, expresiones como "x es blanca", donde x es una variable- son los componentes elementales del lenguaje para el que se define la verdad; no son ni verdaderas ni falsas en sí mismas, sino satisfechas por unos objetos y no satisfechas por otros. 
Una interpretación de un lenguaje es una especificación de los objetos que satisfacen cada componente –por ejemplo, la nieve para "x es blanca"-. Una función proposicional compleja es el resultado de combinar mediante conectivas lógicas funciones proposicionales simples; cada función compleja se satisface en función de la satisfacción de sus componentes, según reglas semánticas especificadas –por ejemplo, '"x no es blanca" es satisfecha por un objeto si y solo si ese objeto no satisface "x es blanca"';'"x es blanca o x es roja" es satisfecha por un objeto si y solo si el objeto satisface alguno de sus componentes'-. 
Una oración cerrada –o sentencia- es una función proposicional con nombres de objetos en el lugar de las variables o sin ninguna variable no cuantificada lógicamente; las oraciones cerradas son las que pueden ser verdaderas o falsas. En concreto la definición de verdad de Tarski afirma que una oración es verdadera en X si y solo si es satisfecha por todos los objetos con que se ha definido una interpretación de X y falsa si no es satisfecha por ninguno.

### Influencia en la filosofía
La concepción de Tarski ha dado pie a reflexiones filosóficas como las de Donald Davidson, para quien sí es posible aplicar las nociones de Tarski a los lenguajes naturales —si bien no como teoría directa de la verdad, sino como parte de una teoría de la interpretación de esos lenguajes por sus hablantes y en la medida en que son formalizables de cierta manera—. Karl Popper defendió que la teoría de la verdad de Tarski suponía una fundamentación del realismo; según Hartry Field, lo fundamentado a lo sumo era el fisicalismo. Richard Merett Montague desarrolló una teoría matemática de la semántica de los lenguajes naturales que pretendía dar cuenta de la incapacidad de los lenguajes naturales como medio para la filosofía. Rudolf Carnap se basó en la concepción semántica al estudiar las propiedades de los sistemas de lógica inductiva y la posibilidad de inferir leyes universales a partir de enunciados de observación. Debe tenerse en cuenta que las aplicaciones de la concepción semántica a la filosofía de la ciencia empírica (como las de Carnap o Popper) dependen de la aceptación de la "concepción lingüística de las teorías" —teorías como conjuntos de enunciados—, que ha sido cuestionada por escuelas más recientes.